# Pocketing
Pocketing ist die Handelsbezeichnung für  ein  Hosen- oder Jackentaschenfutter  aus Baumwolle oder Viskose. Es werden aber auch Fasermischungen aus Baumwolle und Polyester, z. B. im Verhältnis 50 % zu 50 % bzw. 85 % zu 15 %, eingesetzt.
Das Gewebe in Tuchbindung wird durch Kalandern glatt ausgerüstet. Die linke Stoffseite erhält dabei eine Glanzappretur.